# Resolució 1701 del Consell de Seguretat de les Nacions Unides
La Resolució 1701 del Consell de Seguretat de les Nacions Unides és una resolució prevista per resoldre el conflicte entre Israel i el Líban de 2006 aprovada unànimement l'11 d'agost de 2006. El gabinet libanès, que inclou dos membres de Hesbol·là, va aprovar la resolució unànimement el 12 d'agost de 2006. En el mateix dia, el líder d'Hesbol·là Hassan Nasrallah, va dir que la seva milícia compliria amb la demanda per un alto el foc. També va esmentar que quan acabés l'ofensa israeliana, Hezbol·là acabaria amb els atacs amb coets contra Israel. El 13 d'agost, el gabinet israelià va votar 24-0 en favor de la resolució, amb una abstenció. L'alto el foc va començar el dilluns, 14 d'agost de 2006 a les vuit al matí de l'hora local, després d'un augment de nombre d'atacs pels dos bàndols.
En l'informe de l'ONU de 2015 sobre el tema, afirma que:
| « | La situació en l'àmbit de les operacions de la Força Provisional de les Nacions Unides al Líban (FPNUL) i al llarg de la Línia Blava es va mantenir generalment tranquil·la, malgrat el context regional tibant i després de l'incompliment greu del cessament d'hostilitats entre el Líban i Israel el 28 de gener. En general, tot i l'escalada retòrica d'ambdós costats, les autoritats libaneses i israelianes van mostrar la voluntat de mantenir la calma al llarg de la línia blava, van continuar compromesos constructivament amb la FPNUL a través dels acords d'enllaç i coordinació establerts i van reafirmar el seu compromís amb la implementació de la resolució 1701 (2006). Tanmateix, no hi va haver avenços en les seves obligacions pendents en virtut de la resolució i cap moviment cap a un alto el foc permanent. | » |

## Resolució
En la resolució es demana:
- Cessament complet de les hostilitats (OP1)
- La retirada de totes les forces d'Israel del Líban, en paral·lel amb una entrada de

forces libaneses i el desplegament de la UNIFIL a tot el Sud (OP2)
- Una solució a llarg termini basada en (OP8)
  - El desarmament de tots els grups armats a Líban (que implica Hesbol·là)
  - Que no hi hagi altres forces armades alienes a les de la UNIFIL i el Líban (el que implica Hesbol·là i les forces israelianes) al sud del riu Litani
  - Que no hi hagi forces estrangeres al Líban sense el consentiment del seu govern
  - Disposició de les Nacions Unides dels mapes de mines terrestres en el Líban en possessió d'Israel

La Resolució al mateix temps també posa l'accent en:
- La importància del control total del Líban per part del govern del Líban (OP3)
- La necessitat d'abordar amb urgència l'alliberament incondicional dels soldats israelians segrestats, el que va donar lloc a la crisi.

La resolució també reitera el ferm suport del Consell de Seguretat per a 
- Ple respecte de la Línia Blava (PO 4)
- Independència de la integritat territorial, la sobirania i política del Líban dins de les seves fronteres internacionalment reconegudes (OP 5)

## Antecedents
El consell de seguretat va qualificar la situació al Líban, des del començament de les hostilitats el 12 de juliol, de catàstrofe humanitària. Ja el 31 de juliol, es va haver de suspendre una reunió del Consell de Seguretat on s'anava a debatre la creació d'una força internacional a la zona.
El Secretari General i els cinc membres permanents del Consell de Seguretat de l'ONU van sostenir una forta discussió de tots els aspectes de la crisi a Orient Mitjà, la reunió es va realitzar sense assessors ni agenda prèvia. Els cinc membres permanents del Consell i Annan van discutir el cessament d'hostilitats, un alto el foc, la composició i emplaçament d'una força d'estabilització per a Líban i la situació humanitària.
La reacció feble (segons les pròpies paraules d'Annan) del Consell de Seguretat, es va veure reflectida l'endemà, amb un nou ajornament de la reunió. Annan va revelar que una vasta majoria dels membres del Consell haurien preferit un llenguatge més fort davant els esdeveniments. Entretant UNIFIL, la força de pau de l'ONU al sud del Líban, informava novament sobre intensos combats a la seva àrea d'operacions en la línia demarcatoria Líban-israeliana, amb bombardejos aeris des d'Israel i atacs amb míssils de la milícia libanesa Hesbol·là.
Estats Units i França van presentar, el dissabte 5 d'agost, un projecte de resolució en el qual s'exigia la fi de tots els atacs d'Hesbol·là, i es demandava a Israel el cessament de les operacions ofensives, però no es preveia la retirada de les tropes del sòl libanès.
El 07 d'agost, Hezbollah anuncia que obeiria una resolució de l'ONU si aquesta incorporés tres esmenes proposades per la Lliga Àrab, reunida a Beirut el 8 d'agost (els representants de la Lliga Àrab van exposar al Consell que estimaven impossible aplicar sobre el terreny el projecte proposat inicialment per Estats Units i França). Les esmenes recollien una demanda de retirada total de les tropes israelianes de terres libaneses, la inclusió de les Granges de Shabbah com a part dels temes de negociació, i un intercanvi de presoners entre Hesbol·là i Israel. Finalment, la Lliga Àrab va proposar la retirada immediata de les tropes israelianes i l'emplaçament en el seu lloc de soldats libanesos, amb suport de les forces de pau de l'ONU. L'ambaixador d'Israel, Dan Gillerman, en la seva rèplica, va insistir que Israel es mantindrà en territori libanès fins a tant una força internacional diferent de l'actual, més robusta, professional i ben armada, es desplegués en el terreny.
El dia 11 d'agost, Rússia presenta una proposta per cessar les hostilitats durant 72 hores, que permeti l'accés d'ajuda humanitària als centenars de milers de desplaçats al Líban. A part de la proposta russa, el Consell debat fórmules per a un arranjament de llarg abast, que respongui a les demandes mínimes tant del Líban com d'Israel. Finalment, després d'hores de deliberacions s'arriba al consens.

## Reaccions inicials
La resolució adoptada pel Consell de Seguretat de les Nacions Unides, l'11 d'agost de 2006, no va satisfer ni a Israel, ni a Washington D.C., ni a Hesbol·là. Això no significa que sigui "justa i equilibrada", sinó només que és l'expressió temporal d'un impasse militar. Hesbol·là no ha aconseguit infligir una derrota militar major a Israel, possibilitat exclosa de totes maneres per la desproporció de les forces en presència, igual que havia estat impossible a la resistència vietnamita infligir una derrota militar decisiva als Estats Units. Però Israel tampoc ha aconseguit infligir a Hesbol·là una derrota militar important o, en realitat, ni tan sols una derrota militar.
Com a conseqüència, milers de manifestants van sortir al carrer a tot el món en contra de la resolució. L'opinió pública israeliana es va mostrar molt crítica amb la resolució, sobretot davant el fet que la posada en llibertat dels soldats israelians fos una recomanació i no una de les clàusules.
Quant a la societat occidental, aquesta va reaccionar sorpresa davant la possibilitat d'"interpretar" alguns dels punts de la resolució per part d'Israel. El Parlament Europeu reacciona críticament davant la resolució, però va lloar el gest per la pau en una resolució del propi Parlament. La Unió Europea es va bolcar a ajudar humanitàriament i militarment al Líban i Israel.
Israel va acabar per admetre, per primera vegada en la seva història, l'ús indiscriminat d'armes prohibides. Els líders d'arreu del món lloaren l'acord, mentre apuntaven que amb ells no acabava la crisi.
El 12 d'agost, el gabinet libanès va votar per unanimitat que acceptessin els mandats establerts. Nasrallah, en un discurs televisat a Al-Manar d'Hezbollah, va dir: "No serem un obstacle a qualsevol decisió arribada pel govern libanès."
El govern francès va criticar les regles en què podrien lluitar les forces de ONU. "Me'n recordo de les experiències descontentes d'altres operacions en què les forces d'ONU ni tenien una missió bastant clara ni l'habilitat per reactuar," va dir Michèle Alliot-Marie, ministra francesa de defensa. "No es pot manar fora als homes i dir-los que han de vigilar el que està succeint però que no tenen el dret ni per defensar-se ni per disparar."

## Violació de la resolució
El Cap d'UNIFIL, Alberto Asarta Cuevas va afirmar que avions israelians realitzen incursions contínuament en el espai aeri libanès i violaven la resolució 1701.
Fins a febrer de 2009, molts punts clau en la resolució seguien sent insuficientment tinguts en compte. En un informe especial, el Secretari General de les Nacions Unides Ban Ki-moon, esmentava en l'informe que "Hesbol·lahà segueix negant-se a facilitar cap informació sobre l'alliberament o la sort dels soldats segrestats, i les condicions dels llocs i les demandes de l'alliberament que estan molt lluny de l'abast de la resolució 1701". L'informe també assenyalava que Hesbol·là havia reposat les seves existències de coets i míssils en el sud del Líban, i en aquest moment estava en possessió de 10.000 coets de llarg abast i 20.000 projectils de curt abast.
En 2009, Israel va presentar una queixa davant l'ONU denunciant que el Líban no estava complint amb la resolució després que un coet Katyusha fos llançat des del Líban i aterrés al costat d'una casa en el nord d'Israel i ferís a tres persones. La denúncia afirmava el dret d'Israel a defensar-se i defensar als seus ciutadans. Més tard en aquest mateix any, quan les armes que Hesbol·là amagava en una casa plena de civils en un poble libanès prop de la frontera d'Israel van explotar, tant Israel com UNIFIL es va queixar que la Resolució 1701 estava sent violada tant pel Líban, com per Hesbol·là. L'IDF estima que el nombre d'habitatges de civils al sud del Líban que s'utilitzen per emmagatzemar armes són centenars.
Israel també va criticar a l'exèrcit libanès, que s'encarregava d'aplicar la resolució, per cooperar amb Hesbol·là per assegurar-se que l'evidència de la violació de la resolució havia estat netejada abans de permetre als membres de la missió de pau de l'ONU fer el seu treball. Dos dies més tard, quinze civils libanesos de Kfar Shuba "un grup de 15 civils libanesos que portaven banderes libaneses i de Hesbol·là van creuar a la Granges de Shebaa ocupades per Israel. " L'exèrcit israelià no va prendre cap mesura per la provocació, però va insistir que es tractava d'una violació de la Resolució 1701. Les Nacions Unides van confirmar que Hesbol·là havia violat la resolució i que el grup s'estava rearmant.